# DiSEqC

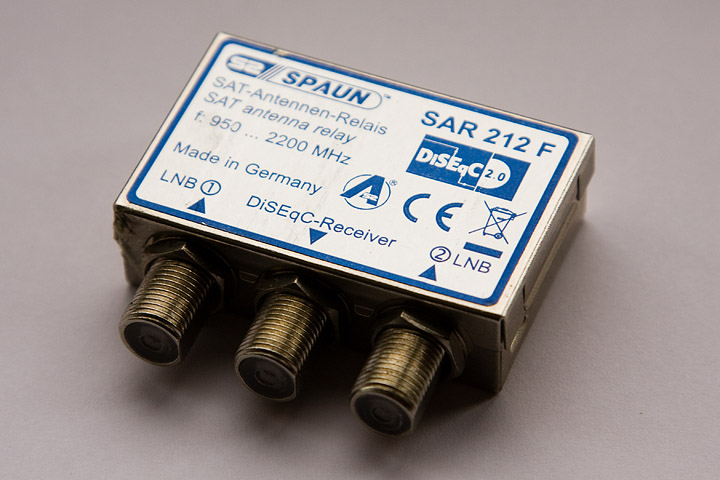
DiSEqC-switch

DiSEqC (Digital Satellite Equipment Control), uitgesproken als "Dai-sek" is een communicatieprotocol tussen een satellietontvanger en mechanismen als een satellietschakelaar of een antennerotor. Het protocol maakt gebruik van de coax-kabel om data en signalen heen en weer te sturen en om spanning te leveren.
DiSEqC wordt vaak gebruikt om schakelaars en motoren aan te sturen en pretendeert zodoende flexibeler te zijn dan technieken als 13/18 volt, 22kHz 'toneburst' of MiniDiSEqC.
Er worden verschillende versies van DiSEqC gebruikt:
- DiSEqC 1.0, voor het wisselen tussen 4 satellieten
- DiSEqC 1.1, voor het wisselen tot 16 satellieten
- DiSEqC 1.2, voor het wisselen tot 16 satellieten en het besturen van een simpele horizontaal afgestelde satellietschotel
- DiSEqC 2.0, welke bidirectionele communicatie toevoegt aan DiSEqC 1.0
- DiSEqC 2.1, welke bidirectionele communicatie toevoegt aan DiSEqC 1.1
- DiSEqC 2.2, welke bidirectionele communicatie toevoegt aan DiSEqC 1.2

Alle versies zijn gestandaardiseerd in februari 1998 en ze zijn allemaal backwards-compatible; een DiSEqC 1.2-ontvanger kan een 1.0-schakelaar aansturen, maar een 1.0-ontvanger kan niet gebruikmaken van rotor-functies. De 1.x en 2.x versies zijn zowel backwards als forwards compatible. Een overzicht van mogelijke combinaties:
|               | 1.0 switch | 1.1 switch | 1.2 motor | 2.0 switch | 2.1 switch | 2.2 motor |
| ------------- | ---------- | ---------- | --------- | ---------- | ---------- | --------- |
| 1.0-ontvanger | Ja         | Nee        | Nee       | Ja         | Nee        | Nee       |
| 1.1-ontvanger | Ja         | Ja         | Nee       | Ja         | Ja         | Nee       |
| 1.2-ontvanger | Ja         | Ja         | Ja        | Ja         | Ja         | Ja        |
| 2.0-ontvanger | Ja         | Nee        | Nee       | Ja         | Nee        | Nee       |
| 2.1-ontvanger | Ja         | Ja         | Nee       | Ja         | Ja         | Nee       |
| 2.2-ontvanger | Ja         | Ja         | Ja        | Ja         | Ja         | Ja        |

Een 1.x-ontvanger kan niet communicerenmet een 2.x switch/motor. Dit is echter geen probleem, omdat de ontvanger de switch of motor wel gewoon aan kan sturen.
De termen DiSEqC 1.3 en 2.3 worden vaak gebruikt door fabrikanten en verkopers om te verwijzen naar andere protocollen (1.3 voor USALS-ontvangers), maar deze worden niet geaccepteerd door Eutelsat, die het systeem heeft ontwikkeld en de standaarden bewaakt.
Eutelsat heeft het systeem aanvankelijk ontwikkeld om satellietgebruikers op het Europese vasteland de mogelijkheid te bieden om af te stemmen op zowel de populaire Astra-satellieten en Eutelsats eigen Hotbird systeem. Het gevolg is dat vrijwel elke DVB-S satelliet-ontvanger in Europa is uitgerust met minstens DiSEqC 1.0 en vaak hoger. Uitzonderingen hierop zijn een aantal goedgekeurde CanalDigitaal-ontvangers en Sky UK digiboxen.